# Phare de Ras Al Afia
Le phare de Ras Al Afia est un phare de jalonnement utilisé pour la navigation des bateaux accostant au port de Jijel.

## Historique

### Considérations générales
Il semble qu'avant la colonisation, seuls quelques rares fanaux rudimentaires étaient placés aux abords des abris qui servaient de refuge aux vaisseaux barbaresques ; tel le fanal ordinaire situé sur la haute tour du Penon d'Alger. Dès les premières années de la conquête des feux plus efficaces furent installés aux points les plus caractéristiques. C'est ainsi qu'en  1834, les Français installent à la place du fanal d'Alger un appareil consistant en un feu fixe surmonté d'une couronne tournante portant 8 lampes avec réflecteurs disposées de manière à réaliser un feu à éclipses de 30 secondes en 30 secondes.
Le premier rapport officiel traitant de l'éclairage des côtes algériennes est un rapport de la Commission Nautique de l'Algérie de 1843 qui établit un rapport complet "des améliorations à apporter aux feux existants (neuf à l'époque), des feux à établir immédiatement, des feux à établir par la suite".
Son exécution s'échelonna sur plusieurs années, avec les modifications imposées par les progrès de la technique et le développement de la navigation et dont les principales furent décidées par la Commission des Phares de 1861.
Les appareils ont été modifiés périodiquement entre 1860 et 1900. Les plus notables de ces améliorations consistèrent en la substitution de l'huile minérale par l'huile végétale en 1881 puis, par l'adoption de certains feux de lampe à niveau constant.
En 1902, nouveau programme d'amélioration de l'éclairage côtier par la mise en place d'une Commission Nautique Spéciale qui adopte un programme de réalisations prévoyant entre autres la substitution aux feux fixes existants de feux à éclats ou à occultataions avec ou sans secteurs colorés.  Programme qui fut entièrement réalisé de 1904 à 1908 à l'exception de  la jetée Nord du port d'Alger.
L'électrification des feux principaux et des feux de ports fut poursuivie activement depuis la mission scientifique en Algérie, en 1924, de l'Ingénieur en chef du Service Central des Phares.
En outre quatre radiophares ont été mis en service; au phare de l'Amirauté à Alger (1931), au Cap de l'Aiguille (1938), au Cap Caxine (1938) et au Cap Matifou (1942). Les services techniques ont également prévu  l'établissement dans des délais rapprochés de quatre ouvrages supplémentaires au Cap Ténès, au Cap Bengut, au cap Bougaroun et au Cap de Garde.

### Considérations spécifiques
Les recommandations de la Commission Nautique de 1843 se concrétisa par l'érection d'un phare à Ras Afia en 1871; feu à éclipses de 2e ordre de 28 milles de portée.
Le phare actuel fut tenant compte des améliorations techniques de l'époque, construit en 1907.

## Caractéristiques
Ce phare appelé Ras el Afia (le cap de feu) a été édifié par un tailleur de pierres du nom de Charles Salva en 1907 sur un promontoire situé à 6 km à l'Ouest de la ville de Jijel, sur la route qui mène à Béjaïa.
Cette bâtisse, peinte en blanc, est couronnée d'une tour octogonale de 16,8 m de hauteur que termine une lanterne rouge protégeant une lampe de 1 000 W de puissance pour une tension de 220 V et l'optique, une lentille de Fresnel. Elle culmine à 45,2 m du niveau de la mer.
Le phare est doté d'un feu de couleur rouge, un éclat en 5 secondes, de 21 milles de portée, soit 39 km environ, qui signale aux navire la présence de deux écueils dangereux ; la Salamandre au nord du phare et le banc des Kabyles beaucoup plus large à l'est.

## Galerie

Sélection de vues
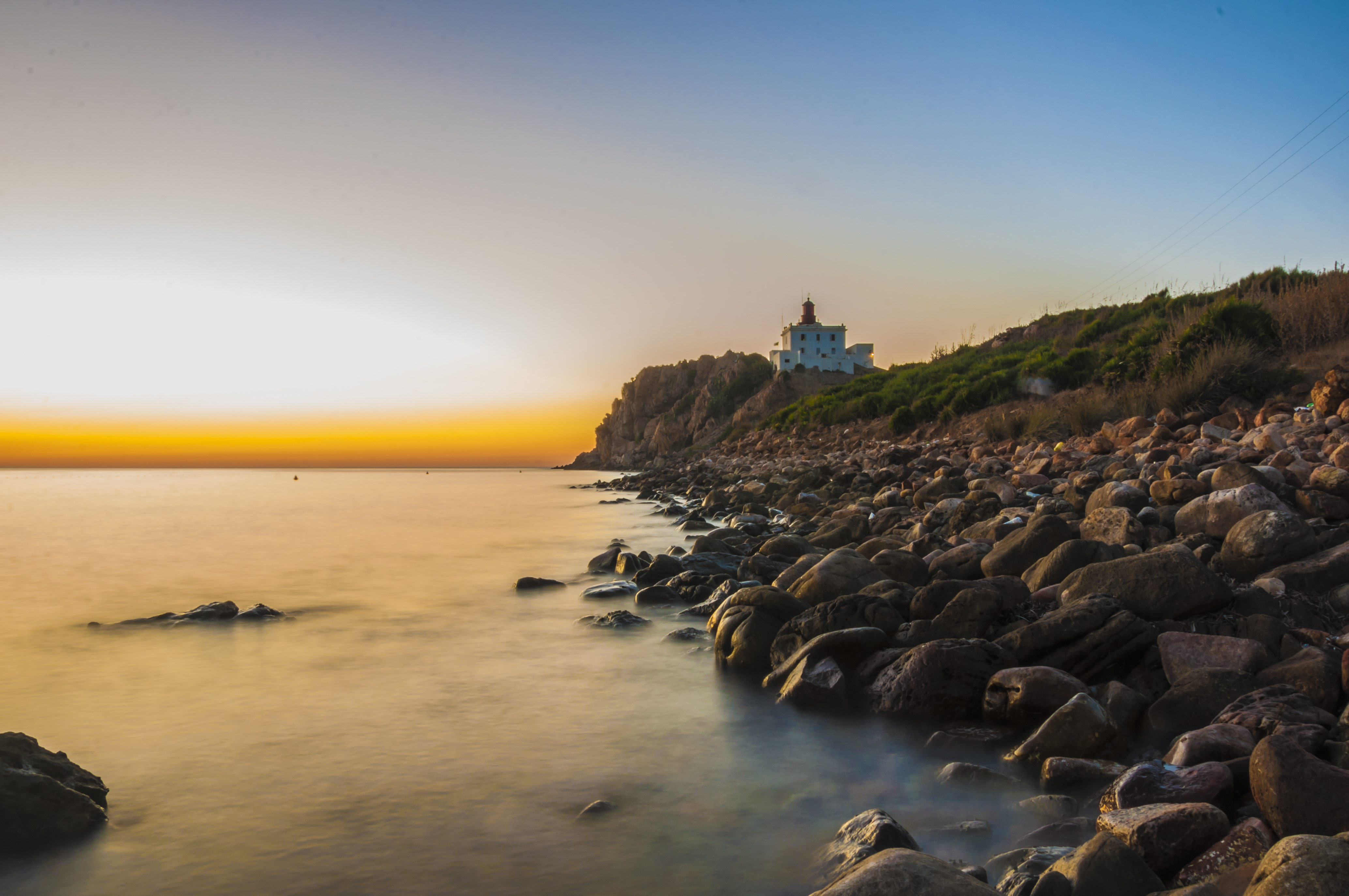
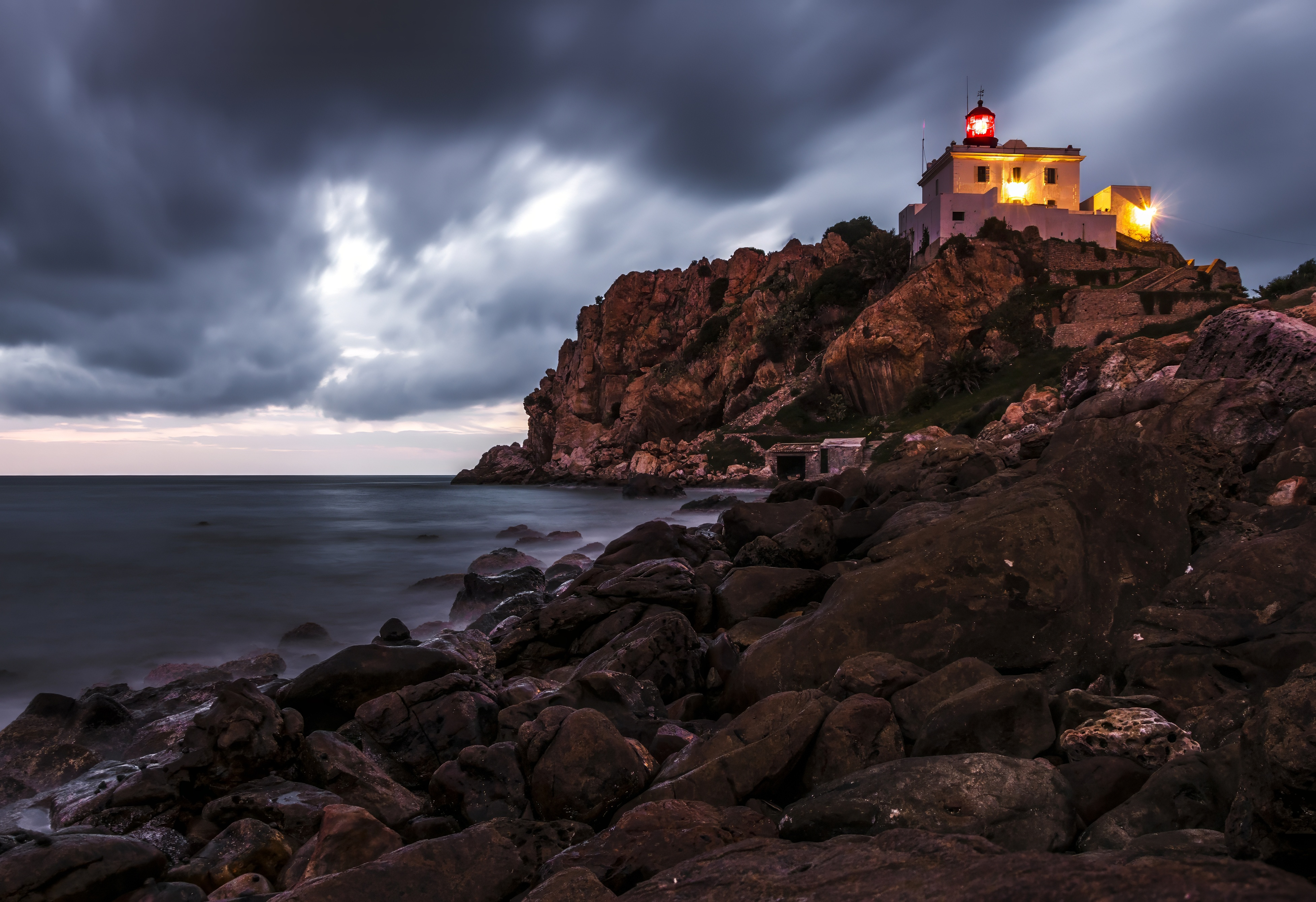
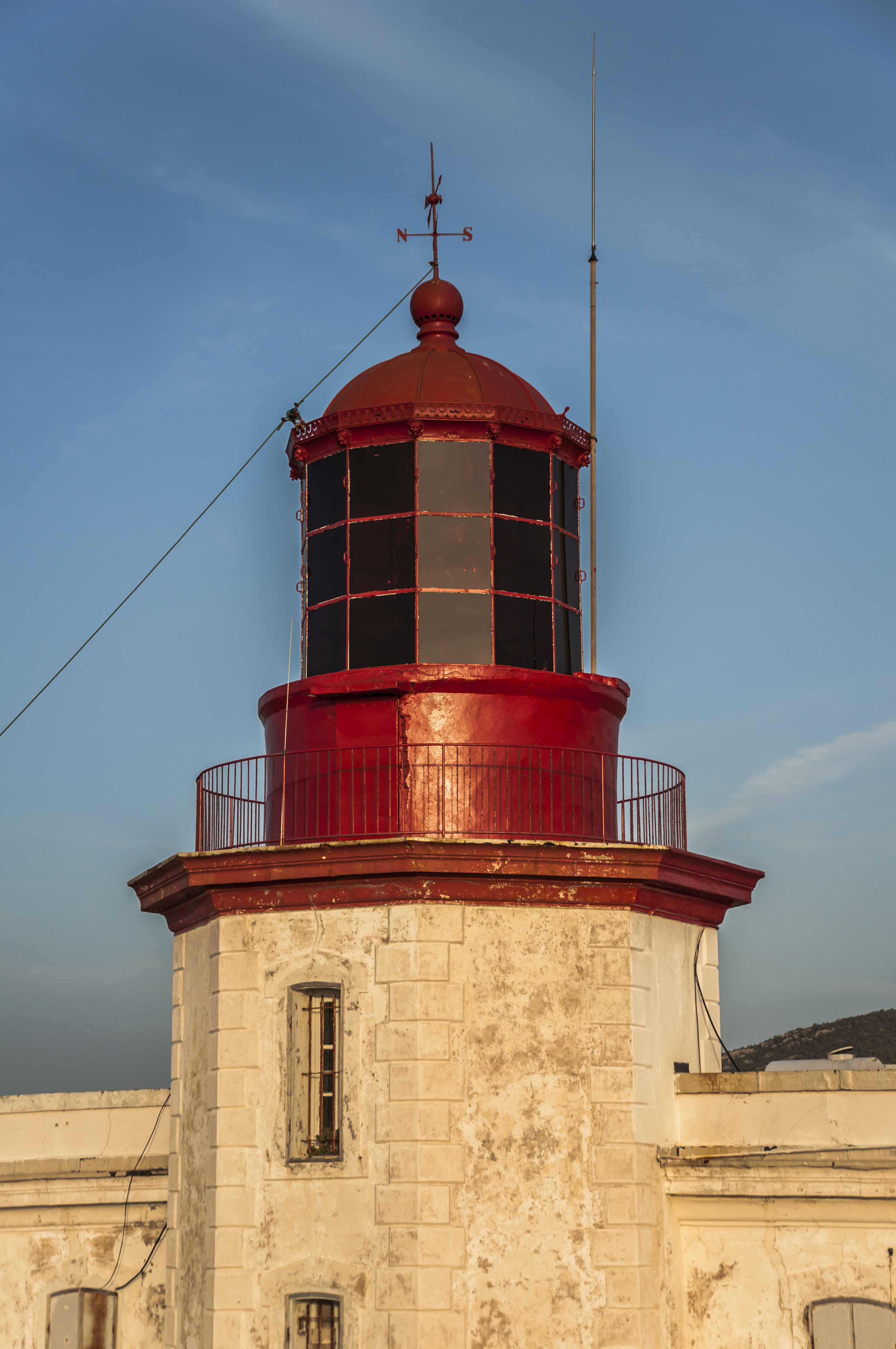
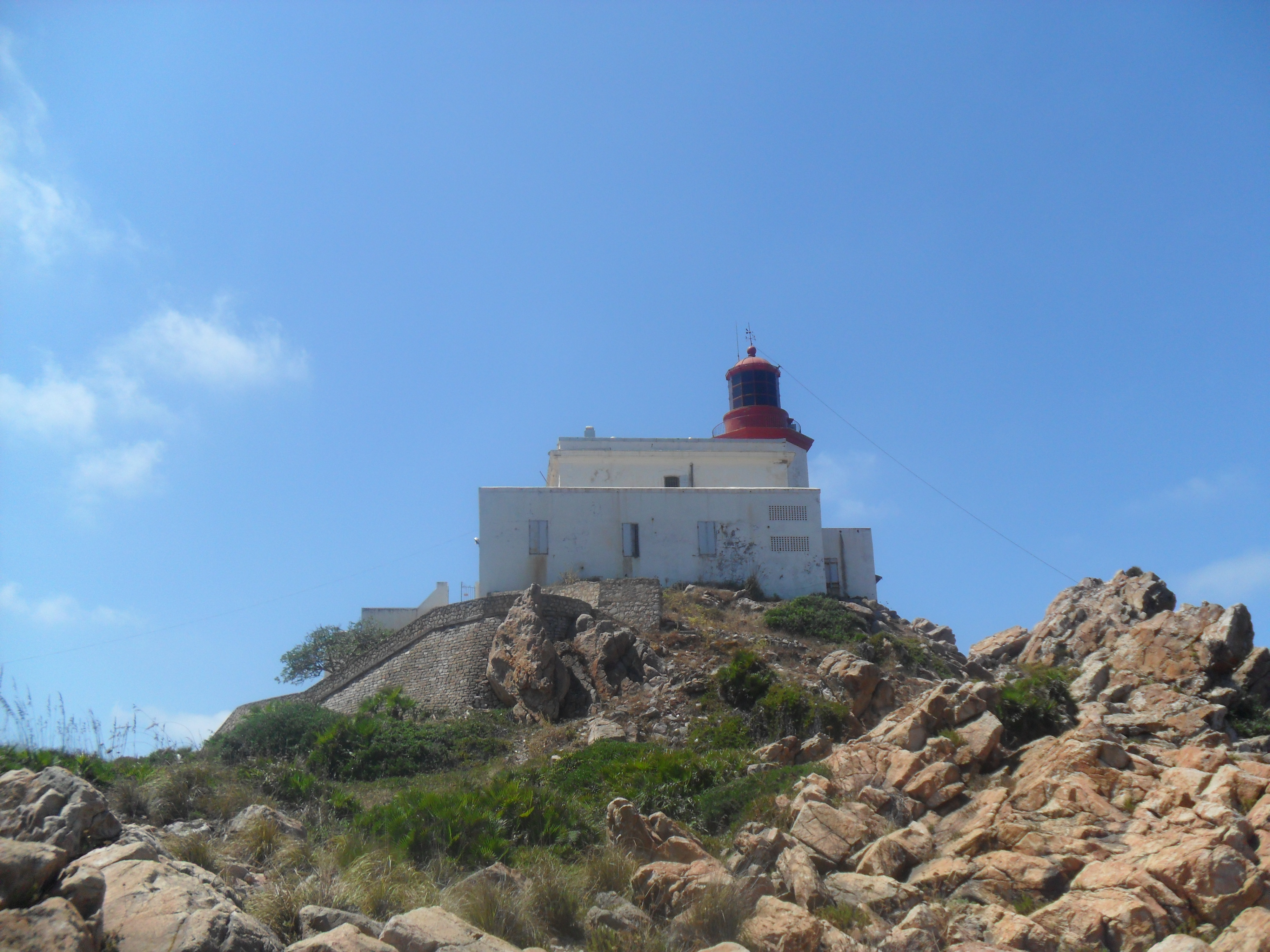
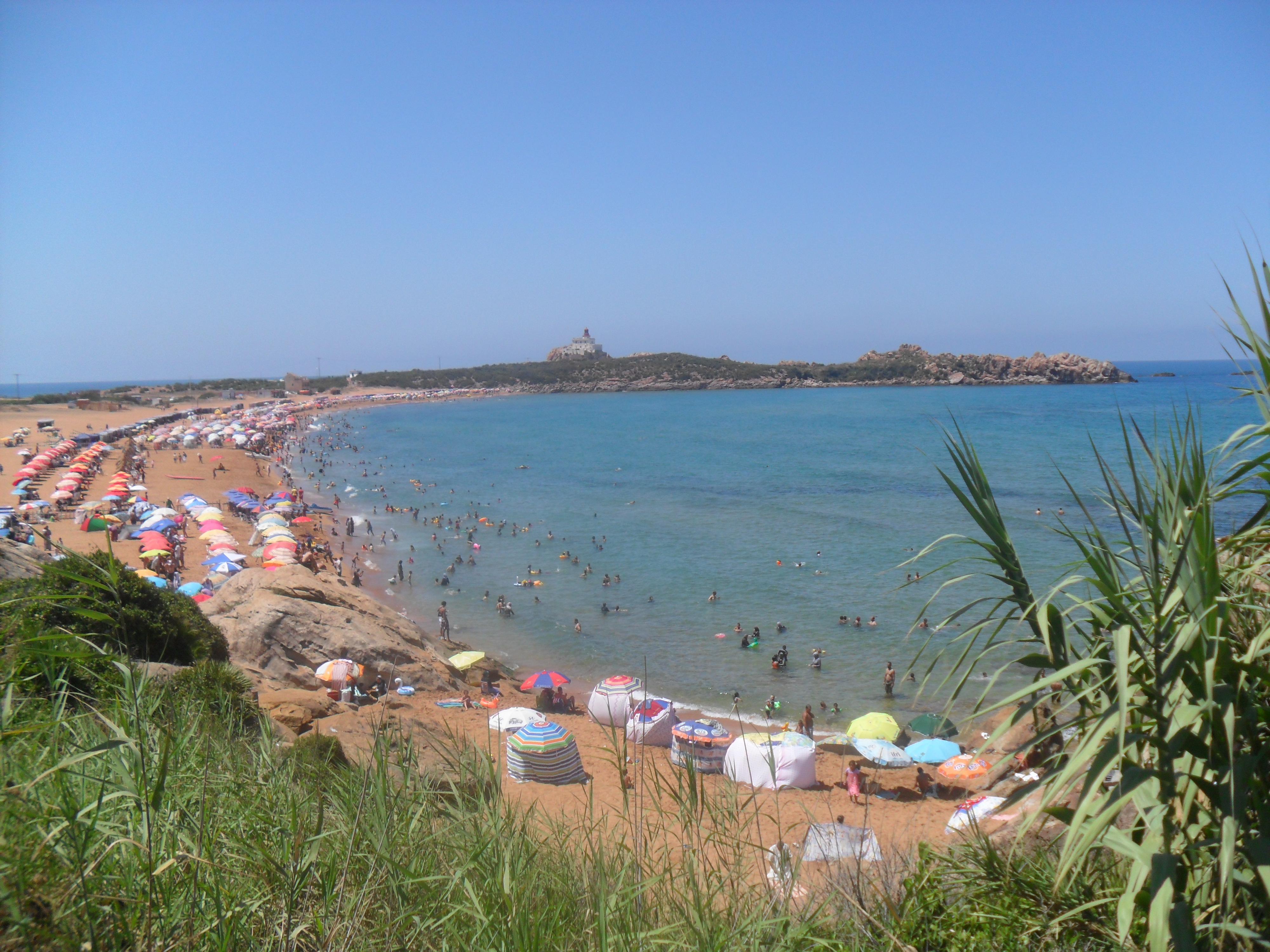